# Ausgleichszulage für Benachteiligte Gebiete
Die Ausgleichszulage für benachteiligte Gebiete wird in einigen Bundesländern der Bundesrepublik Deutschland und in Österreich als Instrument zur flächendeckenden Erhaltung der Landwirtschaft in benachteiligten Gebieten eingesetzt.
Diese Maßnahme wurde aus dem Bergbauernprogramm der EWG entwickelt.
In den geförderten benachteiligten Gebiete ist aufgrund erschwerter natürlicher Produktionsbedingungen die Tendenz zur Aufgabe der Landwirtschaft höher als in nicht benachteiligten Gebieten – durch Höhenlage, Hangneigung, klimatische Voraussetzungen, Erreichbarkeit oder durch die geringe Bodenqualität. Benachteiligte Gebiete unterteilt man in die Gebietskategorien Berggebiet, Benachteiligte Agrarzonen und Kleine Gebiete.
Neben erschwerten Produktionsbedingungen liegt in benachteiligten Gebiete auch eine geringe Bevölkerungsdichte vor.
In Deutschland werden 50 % der landwirtschaftlichen Nutzflächen als benachteilige Gebiete ausgewiesen. Die Abgrenzungskriterien regelt die Richtlinie 86/465/EWG.